# Гайченко Віталій Андрійович
Гайченко Віталій Андрійович (нар. 26 листопада 1946, Васильків, Київська область) — український біолог, радіоеколог, педагог. Доктор біологічних наук (1996). Премія ім. І. Шмальгаузена НАНУ (2000).

## Біографія
Віталій Андрійович народився 26 листопада 1946 року в місті Васильків на Київщині. Закінчив середню школу (1964), Київський державний університет ім. Т. Г. Шевченка за спеціальністю «біологія» (1970) та «Радіоекологія…» (1988).
З 1970 р. аспірант Інституту Зоології АН УРСР, кандидат біологічних наук з 1977 р., у 1981—1985 рр. вчений секретар відділення загальної біології АН УРСР, у 1983—1985 рр. — завідувач лабораторією прикладної теріології відділу популяційної екології Інституту Зоології ім. І. І. Шмальгаузена АН УРСР; з 1985 р. завідувач відділу теплокровних хребетних, з 1986 р. — завідувач відділу експериментальної і прикладної орнітології і теріології.
Із 1991 р. — завідувач відділу моніторингу та охорони тваринного світу ІЗАН. Доктор біологічних наук з 1996 р. Від 1999 р. — у МАУП (Київ). З 2000 р. — заступник гендиректора, а з 2002 — гендиректор Науково-методичного інституту міжнародної освіти та проблем управління МАУП.
З 2004 р віце-президент і того ж року — проректор МАУП з наукової роботи. Професор кафедри екології з 2004 р., академік АН вищої школи України з 2006 р.
З 2007 р. й донині працює на факультеті захисту рослин, біотехнологій та екології Національного університету біоресурсів і природокористування України (НУБіП) професором кафедри радіобіології та радіоекології, згодом — завідувачем кафедри загальної екології та безпеки життєдіяльності та професором кафедри екології агросфери та екологічного контролю.

## Ключові наукові доробки
Старти дослідницької роботи пов'язані з вивченням каріотипів і їх мінливості в різних групах гризунів, зокрема нориць групи Microtus «arvalis» та ховрахів групи Citellus «suslicus» (Боднарчук & Гайченко 1973; Гайченко & Малыгин 1975 та ін.). На цій підставі було проведено ревізію видового складу й оцінено межі поширення низки «малих видів» зі складу цих груп, чим закладено важливі підвалини подальших ревізій (напр.: Zima et al. 1991). Дані про диференціацію сірих полівок покладено в основу кандидатської дисертації, захищеної 1977 р. в Інституті зоології АН УРСР: «Деякі систематичні і екологічні взаємовідношення двох близьких видів сірих полівок підроду Microtus Schrank» (рос.). Подальшим інтересом стало вивчення особливостей функціонування фауністичних комплексів в умовах радіоактивного і техногенного забруднення ландшафтів. Серед досліджень за «чорнобильською» тематикою — зміни видового складу і чисельності дрібних ссавців у 30-кілометровій зоні ЧАЕС у післяаварійний період (Гайченко et al. 1993), стан фауністичних комплексів у зоні відчуження ЧАЕС (Гайченко et al. 1994), фауністичні комплекси як об'єкт радіоекологічного моніторингу (Гайченко 2013) та ін. За цими матеріалами спільно з Л. Францевичем та В. Крижанівським видано й монографію «Животные в радиоактивной зоне» (1991), перевидана 2000 р. в Німеччині («Tiere im radioaktiven Strahlenfeld»). Врешті, 1996 р. захистив докторську дисертацію «Радіобіологічні наслідки аварії на ЧАЕС в популяціях диких тварин зони відчуження». До здобутків автора відносять те, що він сформулював концепцію екологічної радіостійкості диких тварин в умовах постійного радіоактивного опромінення і довів, що господарська діяльність людини у природних і напівприродних екосистемах справляє гірший вплив на фауністичні комплекси, ніж радіоактивне забруднення території" (1994, 1996). У поточний час розробляє напрям «Вплив змін навколишнього середовища на функціонування фауністичних комплексів України» (цит. за сайтом кафедри). Є автором і співавтором понад 250 наукових та методичних праць, у тому числі 12 підручників і навчальних посібників, 8 колективних монографій з питань радіаційної екології, серед них згадана «Тварини в радіоактивній зоні», а також «Чорнобильська катастрофа», «Аутореабілітаційні процеси в екосистемах Чорнобильської зони відчуження», «Чорнобиль. Зона відчуження» та ін.
Чесноти, захоплення, суспільна робота
Серед педагогічних доробків — рекомендовані МОН України підручники «Біологія» та «Екологія», навчальні посібники «Екологія тварин», «Радіоекологія», «Сільськогосподарська радіоекологія», «Практикум з радіобіології та радіоекології», «Словник найуживаніших термінів з екології, біотехнології та біоенергетики». В університеті викладає дисципліни: біологія, загальна екологія, екологія біологічних систем. Підготував 32 бакалаври та 16 магістрів. Є членом Спеціалізованої ради НУБіП України «Д26.004.19 радіобіологія», впродовж багатьох років є членом експертної ради з питань проведення експертизи дисертацій МОН України з біологічних наук, член редколегій кількох наукових журналів. Член Вченої ради факультету захисту рослин, біотехнологій та екології НУБіП України. Один з організаторів постійної Міжнародної науково-практичної конференції «Екологія — філософія існування людства». Бере участь у діяльності Міжнародної кадрової Академії (International personnel Academy, USA), почесний доктор цієї академії з 2005 р. Тривалий час співпрацює з Інститутом біології Поморської Академії (Слупськ, Польща). За цикл наукових праць «Вплив Чорнобильської катастрофи на тваринний світ» В. А. Гайченко разом із Л. І. Францевичем та В. І. Крижанівським став лауреатом премії імені І. Шмальгаузена НАН України за 2000 р. За досягнення в науковій та педагогічній діяльності нагороджений Почесною грамотою КМУ (2017); Указом Президента України йому призначена Державна стипендія для видатних діячів освіти (2020). Учасник ліквідації наслідків аварії на ЧАЕС ІІ категорії (1986). Заслужений працівник освіти України (2024).

## Науковий доробок
- Боднарчук Л. И., Гайченко В. А. Хромосомный набор обыкновенной полевки Горного Крыма (Microtus arvalis iphigeniae Heptner, 1946).
- Зима Я., Загороднюк И. В., Гайченко В. А. и др. Полиморфизм и хромосомная изменчивость Microtus rossiaemeridionalis (Rodentiformes). Вестник зоологии, 1991. № 4: С. 48–54.
- Гайченко В. А., Малыгин В. М. Некоторые вопросы систематики и распространения видов-двойников обыкновенной полевки на юге Европейской части Советского Союза. Вестник зоологии, 1975. № 3: С. 20–24.
- Гайченко В. А., Жежерин И. В., Небогаткин И. В. Изменение видового состава и численности мелких млекопитающих в 30-километровой зоне Чернобыльской АЭС в послеаварийный период. Млекопитающие Украины: сб. науч. тр. Под. ред. В. А. Топачевского. Киев: Наукова думка, 1993. С. 153—164.
- Гайченко В. А., Крыжановский В. И., Стовбчатый В. Н. Состояние фаунистических комплексов зоны отчуждения ЧАЭС в послеаварийный период. Эколого-фаунистические исследования в зоне Чернобыльской АЭС. Киев, 1994. С. 4–18.
- Гайченко В. А. Фауністичні комплекси як об'єкт радіоекологічного моніторингу. Ядерна фізика та енергетика, 2013. 14 (3): С. 295—298.
- Францевич Л. И., Гайченко В. А., Крыжановский В. И. Животные в радиоактивной зоне: науч. изд. Киев: Наукова думка,1991. С. 1–128.
- Шелест З. М, Войціцький В. М., Гайченко В. А. та ін. Біологія: підруч. для студентів ВНЗ. Київ: «Кондор». 2007. 720 с.
- Екологія. Підручник для студентів ВНЗ. за ред. О. Є. Пахомова. Харків: Фоліо, 2014. 670 с.
- Гудков І. М., Гайченко В. А., Гудков Д. І. та ін. Радіоекологія. Херсон: ОлдіПлюс, 2014. 468 с.
- Гайченко В. А., Царик Й. В. Екологія тварин. Київ: КомПринт, 2016. 292 с.
- Гудков І. М., Гайченко В. А., Кашпаров В. О. Сільськогосподарська радіоекологія. Київ: Ліра К, 2017. 268 с.